# Elektromagnes Bittera

Kształt dysków metalowych i przekładek izolacyjnych elektromagnesu Bittera.

Elektromagnes Bittera – typ elektromagnesu złożony z metalowych dysków i przekładek izolacyjnych ułożonych spiralnie. Został wynaleziony przez Francisa Bittera w 1936.
Taka konstrukcja pozwala z jednej strony skutecznie chłodzić elektromagnes, a z drugiej strony sprawia, że jest on dostatecznie wytrzymały mechanicznie, by znieść rozrywające siły magnetyczne.
Indukcja magnetyczna tego typu magnesów zazwyczaj należy do zakresu 10–20 T, jednak zdarzają się konstrukcje zdolne osiągnąć statyczne pole do 35 T.